# EPrix van Seoel 2022
De ePrix van Seoel 2022 werd gehouden over twee races op 13 en 14 augustus 2022 op het Seoul Street Circuit. Dit waren de vijftiende en zestiende races van het achtste Formule E-seizoen. Deze races vormden de seizoensafsluiter.
De eerste race werd gewonnen door Jaguar-coureur Mitch Evans, die zijn vierde zege van het seizoen behaalde. Oliver Rowland werd voor Mahindra tweede vanaf pole position, terwijl Venturi-coureur Lucas di Grassi als derde eindigde. De race lag lange tijd stil na een ongeluk in de eerste ronde, waarbij zes coureurs uitvielen.
De tweede race werd gewonnen door de andere Venturi-coureur Edoardo Mortara, die eveneens zijn vierde zege van het seizoen behaalde. Stoffel Vandoorne werd tweede voor Mercedes, terwijl Andretti-rijder Jake Dennis als derde eindigde. Vanwege zijn resultaat in deze race werd Vandoorne gekroond tot wereldkampioen, nadat zijn laatste overgebleven concurrent Mitch Evans niet verder kwam dan de zevende plaats. Mercedes werd voor het tweede opeenvolgende seizoen kampioen bij de constructeurs.

## Race 1

### Kwalificatie

#### Groepsfase
De top vier uit iedere groep kwalificeerde zich voor de knockoutfase.
Groep A
| Pos | No | Coureur                | Team             | Tijd     |
| --- | -- | ---------------------- | ---------------- | -------- |
| 1   | 48 | Edoardo Mortara        | Venturi-Mercedes | 1:22.397 |
| 2   | 27 | Jake Dennis            | Andretti-BMW     | 1:22.441 |
| 3   | 7  | Sérgio Sette Câmara    | Dragon-Penske    | 1:22.477 |
| 4   | 5  | Stoffel Vandoorne      | Mercedes         | 1:22.542 |
| 5   | 23 | Sébastien Buemi        | e.dams-Nissan    | 1:22.732 |
| 6   | 13 | António Félix da Costa | Techeetah-DS     | 1:22.793 |
| 7   | 99 | Antonio Giovinazzi     | Dragon-Penske    | 1:22.837 |
| 8   | 4  | Robin Frijns           | Envision-Audi    | 1:23.057 |
| 9   | 3  | Oliver Turvey          | NIO              | 1:23.214 |
| 10  | 36 | André Lotterer         | Porsche          | 1:23.331 |
| 11  | 28 | Oliver Askew           | Andretti-BMW     | 1:50.546 |

Groep B
| Pos | No | Coureur            | Team             | Tijd     |
| --- | -- | ------------------ | ---------------- | -------- |
| 1   | 94 | Pascal Wehrlein    | Porsche          | 1:30.321 |
| 2   | 30 | Oliver Rowland     | Mahindra         | 1:30.345 |
| 3   | 11 | Lucas di Grassi    | Venturi-Mercedes | 1:30.726 |
| 4   | 9  | Mitch Evans        | Jaguar           | 1:30.755 |
| 5   | 25 | Jean-Éric Vergne   | Techeetah-DS     | 1:30.811 |
| 6   | 10 | Norman Nato        | Jaguar           | 1:30.943 |
| 7   | 33 | Dan Ticktum        | NIO              | 1:31.577 |
| 8   | 17 | Nyck de Vries      | Mercedes         | 1:31.704 |
| 9   | 22 | Maximilian Günther | e.dams-Nissan    | 1:31.840 |
| 10  | 37 | Nick Cassidy       | Envision-Audi    | 1:32.387 |
| 11  | 29 | Alexander Sims     | Mahindra         | 1:33.592 |

#### Knockoutfase
De combinatie letter/cijfer staat voor de groep waarin de betreffende coureur uitkwam en de positie die hij in deze groep behaalde.
|  | Kwartfinale         | Kwartfinale     |                 |           | Halve finale | Halve finale |  |  | Finale | Finale |
|  |                     |                 |                 |           |              |              |  |  |        |        |
|  |                     |                 |                 |           |              |              |  |  |        |        |
|  | B4-A1               |                 |                 |           |              |              |  |  |        |        |
|  |                     |                 |                 |           |              |              |  |  |        |        |
|  | Mitch Evans         | 1:31.293        |                 |           |              |              |  |  |        |        |
|  | Mitch Evans         | 1:31.293        | K1-K2           |           |              |              |  |  |        |        |
|  | Edoardo Mortara     | 1:32.442        |                 |           |              |              |  |  |        |        |
|  | Edoardo Mortara     | 1:32.442        | Mitch Evans     | 1:35.884  |              |              |  |  |        |        |
|  | B3-A2               |                 | Mitch Evans     | 1:35.884  |              |              |  |  |        |        |
|  |                     | Lucas di Grassi | 1:35.692        |           |              |              |  |  |        |        |
|  | Lucas di Grassi     | Lucas di Grassi | 1:35.692        | 1:31.735  |              |              |  |  |        |        |
|  | Lucas di Grassi     |                 | H1-H2           | 1:31.735  |              |              |  |  |        |        |
|  | Jake Dennis         | 1:32.424        |                 |           |              |              |  |  |        |        |
|  | Jake Dennis         | 1:32.424        | Lucas di Grassi | 1:36.029  |              |              |  |  |        |        |
|  | A3-B2               |                 | Lucas di Grassi | 1:36.029  |              |              |  |  |        |        |
|  |                     | Oliver Rowland  | 1:35.406        |           |              |              |  |  |        |        |
|  | Sérgio Sette Câmara | Oliver Rowland  | 1:35.406        | Geen tijd |              |              |  |  |        |        |
|  | Sérgio Sette Câmara | K3-K4           |                 | Geen tijd |              |              |  |  |        |        |
|  | Oliver Rowland      | 1:32.590        |                 |           |              |              |  |  |        |        |
|  | Oliver Rowland      | 1:32.590        | Oliver Rowland  | 1:34.880  |              |              |  |  |        |        |
|  | A4-B1               |                 | Oliver Rowland  | 1:34.880  |              |              |  |  |        |        |
|  |                     | Pascal Wehrlein | 1:36.517        |           |              |              |  |  |        |        |
|  | Stoffel Vandoorne   | Pascal Wehrlein | 1:36.517        | 1:35.401  |              |              |  |  |        |        |
|  | Stoffel Vandoorne   |                 |                 | 1:35.401  |              |              |  |  |        |        |
|  | Pascal Wehrlein     | 1:35.117        |                 |           |              |              |  |  |        |        |
|  | Pascal Wehrlein     | 1:35.117        |                 |           |              |              |  |  |        |        |

#### Startopstelling
| Pos | No | Coureur                | Team             |
| --- | -- | ---------------------- | ---------------- |
| 1   | 30 | Oliver Rowland         | Mahindra         |
| 2   | 11 | Lucas di Grassi        | Venturi-Mercedes |
| 3   | 9  | Mitch Evans            | Jaguar           |
| 4   | 94 | Pascal Wehrlein        | Porsche          |
| 5   | 27 | Jake Dennis            | Andretti-BMW     |
| 6   | 48 | Edoardo Mortara        | Venturi-Mercedes |
| 7   | 5  | Stoffel Vandoorne      | Mercedes         |
| 8   | 7  | Sérgio Sette Câmara    | Dragon-Penske    |
| 9   | 25 | Jean-Éric Vergne       | Techeetah-DS     |
| 10  | 23 | Sébastien Buemi        | e.dams-Nissan    |
| 11  | 10 | Norman Nato            | Jaguar           |
| 12  | 13 | António Félix da Costa | Techeetah-DS     |
| 13  | 33 | Dan Ticktum            | NIO              |
| 14  | 99 | Antonio Giovinazzi     | Dragon-Penske    |
| 15  | 17 | Nyck de Vries          | Mercedes         |
| 16  | 4  | Robin Frijns           | Envision-Audi    |
| 17  | 28 | Maximilian Günther     | e.dams-Nissan    |
| 18  | 3  | Oliver Turvey          | NIO              |
| 19  | 37 | Nick Cassidy           | Envision-Audi    |
| 20  | 36 | André Lotterer         | Porsche          |
| 21  | 29 | Alexander Sims         | Mahindra         |
| 22  | 28 | Oliver Askew           | Andretti-BMW     |

### Race
| Pos | No | Coureur                | Team             | Rondes | Tijd/Oorzaak uitval | Grid | Punten |
| --- | -- | ---------------------- | ---------------- | ------ | ------------------- | ---- | ------ |
| 1   | 9  | Mitch Evans            | Jaguar           | 30     | 1:29:55.478         | 3    | 25     |
| 2   | 30 | Oliver Rowland         | Mahindra         | 30     | +0.820              | 1    | 21     |
| 3   | 11 | Lucas di Grassi        | Venturi-Mercedes | 30     | +1.393              | 2    | 15     |
| 4   | 27 | Jake Dennis            | Andretti-BMW     | 30     | +1.902              | 5    | 13     |
| 5   | 5  | Stoffel Vandoorne      | Mercedes         | 30     | +2.470              | 7    | 10     |
| 6   | 25 | Jean-Éric Vergne       | Techeetah-DS     | 30     | +3.957              | 9    | 8      |
| 7   | 94 | Pascal Wehrlein        | Porsche          | 30     | +4.149              | 4    | 6      |
| 8   | 4  | Robin Frijns           | Envision-Audi    | 30     | +4.508              | 16   | 4      |
| 9   | 13 | António Félix da Costa | Techeetah-DS     | 30     | +4.970              | 12   | 2      |
| 10  | 37 | Nick Cassidy           | Envision-Audi    | 30     | +5.325              | 19   | 1      |
| 11  | 28 | Maximilian Günther     | e.dams-Nissan    | 30     | +5.610              | 17   |        |
| 12  | 7  | Sérgio Sette Câmara    | Dragon-Penske    | 30     | +6.121              | 8    |        |
| 13  | 10 | Norman Nato            | Jaguar           | 30     | +57.545             | 11   |        |
| DNF | 29 | Alexander Sims         | Mahindra         | 26     | Ongeluk             | 21   |        |
| DNF | 99 | Antonio Giovinazzi     | Dragon-Penske    | 24     | Schade ongeluk      | 14   |        |
| DNF | 48 | Edoardo Mortara        | Venturi-Mercedes | 20     | Lekke band          | 6    |        |
| DNF | 23 | Sébastien Buemi        | e.dams-Nissan    | 0      | Ongeluk             | 10   |        |
| DNF | 33 | Dan Ticktum            | NIO              | 0      | Ongeluk             | 13   |        |
| DNF | 17 | Nyck de Vries          | Mercedes         | 0      | Ongeluk             | 15   |        |
| DNF | 3  | Oliver Turvey          | NIO              | 0      | Ongeluk             | 18   |        |
| DNF | 36 | André Lotterer         | Porsche          | 0      | Ongeluk             | 20   |        |
| DNF | 28 | Oliver Askew           | Andretti-BMW     | 0      | Ongeluk             | 22   |        |

## Race 2

### Kwalificatie

#### Groepsfase
De top vier uit iedere groep kwalificeerde zich voor de knockoutfase.
Groep A
| Pos | No | Coureur             | Team             | Tijd     |
| --- | -- | ------------------- | ---------------- | -------- |
| 1   | 48 | Edoardo Mortara     | Venturi-Mercedes | 1:21.770 |
| 2   | 5  | Stoffel Vandoorne   | Mercedes         | 1:21.811 |
| 3   | 4  | Robin Frijns        | Envision-Audi    | 1:21.834 |
| 4   | 11 | Lucas di Grassi     | Venturi-Mercedes | 1:21.895 |
| 5   | 7  | Sérgio Sette Câmara | Dragon-Penske    | 1:21.989 |
| 6   | 17 | Nyck de Vries       | Mercedes         | 1:22.148 |
| 7   | 37 | Nick Cassidy        | Envision-Audi    | 1:22.232 |
| 8   | 10 | Norman Nato         | Jaguar           | 1:22.286 |
| 9   | 30 | Oliver Rowland      | Mahindra         | 1:22.323 |
| 10  | 3  | Oliver Turvey       | NIO              | 1:22.363 |
| 11  | 29 | Alexander Sims      | Mahindra         | 1:23.079 |

Groep B
| Pos | No | Coureur                | Team          | Tijd     |
| --- | -- | ---------------------- | ------------- | -------- |
| 1   | 27 | Jake Dennis            | Andretti-BMW  | 1:21.673 |
| 2   | 13 | António Félix da Costa | Techeetah-DS  | 1:21.718 |
| 3   | 25 | Jean-Éric Vergne       | Techeetah-DS  | 1:21.767 |
| 4   | 33 | Dan Ticktum            | NIO           | 1:21.801 |
| 5   | 22 | Maximilian Günther     | e.dams-Nissan | 1:21.825 |
| 6   | 28 | Oliver Askew           | Andretti-BMW  | 1:21.877 |
| 7   | 9  | Mitch Evans            | Jaguar        | 1:22.094 |
| 8   | 94 | Pascal Wehrlein        | Porsche       | 1:22.114 |
| 9   | 36 | André Lotterer         | Porsche       | 1:22.254 |
| 10  | 23 | Sébastien Buemi        | e.dams-Nissan | 1:22.299 |
| 11  | 99 | Sacha Fenestraz        | Dragon-Penske | 1:23.432 |

#### Knockoutfase
De combinatie letter/cijfer staat voor de groep waarin de betreffende coureur uitkwam en de positie die hij in deze groep behaalde.
|  | Kwartfinale            | Kwartfinale            |                        |          | Halve finale | Halve finale |  |  | Finale | Finale |
|  |                        |                        |                        |          |              |              |  |  |        |        |
|  |                        |                        |                        |          |              |              |  |  |        |        |
|  | B4-A1                  |                        |                        |          |              |              |  |  |        |        |
|  |                        |                        |                        |          |              |              |  |  |        |        |
|  | Dan Ticktum            | 1:21.611               |                        |          |              |              |  |  |        |        |
|  | Dan Ticktum            | 1:21.611               | K1-K2                  |          |              |              |  |  |        |        |
|  | Edoardo Mortara        | 1:21.229               |                        |          |              |              |  |  |        |        |
|  | Edoardo Mortara        | 1:21.229               | Edoardo Mortara        | 1:20.913 |              |              |  |  |        |        |
|  | B3-A2                  |                        | Edoardo Mortara        | 1:20.913 |              |              |  |  |        |        |
|  |                        | Stoffel Vandoorne      | 1:21.069               |          |              |              |  |  |        |        |
|  | Jean-Éric Vergne       | Stoffel Vandoorne      | 1:21.069               | 1:22.642 |              |              |  |  |        |        |
|  | Jean-Éric Vergne       |                        | H1-H2                  | 1:22.642 |              |              |  |  |        |        |
|  | Stoffel Vandoorne      | 1:21.260               |                        |          |              |              |  |  |        |        |
|  | Stoffel Vandoorne      | 1:21.260               | Edoardo Mortara        | 1:21.342 |              |              |  |  |        |        |
|  | A3-B2                  |                        | Edoardo Mortara        | 1:21.342 |              |              |  |  |        |        |
|  |                        | António Félix da Costa | 1:21.078               |          |              |              |  |  |        |        |
|  | Robin Frijns           | António Félix da Costa | 1:21.078               | 1:21.194 |              |              |  |  |        |        |
|  | Robin Frijns           | K3-K4                  |                        | 1:21.194 |              |              |  |  |        |        |
|  | António Félix da Costa | 1:20.920               |                        |          |              |              |  |  |        |        |
|  | António Félix da Costa | 1:20.920               | António Félix da Costa | 1:20.925 |              |              |  |  |        |        |
|  | A4-B1                  |                        | António Félix da Costa | 1:20.925 |              |              |  |  |        |        |
|  |                        | Jake Dennis            | 1:21.050               |          |              |              |  |  |        |        |
|  | Lucas di Grassi        | Jake Dennis            | 1:21.050               | 1:21.209 |              |              |  |  |        |        |
|  | Lucas di Grassi        |                        |                        | 1:21.209 |              |              |  |  |        |        |
|  | Jake Dennis            | 1:21.035               |                        |          |              |              |  |  |        |        |
|  | Jake Dennis            | 1:21.035               |                        |          |              |              |  |  |        |        |

#### Startopstelling
| Pos | No | Coureur                | Team             |
| --- | -- | ---------------------- | ---------------- |
| 1   | 13 | António Félix da Costa | Techeetah-DS     |
| 2   | 48 | Edoardo Mortara        | Venturi-Mercedes |
| 3   | 27 | Jake Dennis            | Andretti-BMW     |
| 4   | 5  | Stoffel Vandoorne      | Mercedes         |
| 5   | 4  | Robin Frijns           | Envision-Audi    |
| 6   | 11 | Lucas di Grassi        | Venturi-Mercedes |
| 7   | 33 | Dan Ticktum            | NIO              |
| 8   | 25 | Jean-Éric Vergne       | Techeetah-DS     |
| 9   | 22 | Maximilian Günther     | e.dams-Nissan    |
| 10  | 7  | Sérgio Sette Câmara    | Dragon-Penske    |
| 11  | 28 | Oliver Askew           | Andretti-BMW     |
| 12  | 17 | Nyck de Vries          | Mercedes         |
| 13  | 9  | Mitch Evans            | Jaguar           |
| 14  | 37 | Nick Cassidy           | Envision-Audi    |
| 15  | 94 | Pascal Wehrlein        | Porsche          |
| 16  | 10 | Norman Nato            | Jaguar           |
| 17  | 36 | André Lotterer         | Porsche          |
| 18  | 30 | Oliver Rowland         | Mahindra         |
| 19  | 23 | Sébastien Buemi        | e.dams-Nissan    |
| 20  | 3  | Oliver Turvey          | NIO              |
| 21  | 99 | Sacha Fenestraz        | Dragon-Penske    |
| 22  | 29 | Alexander Sims         | Mahindra         |

### Race
| Pos | No | Coureur                | Team             | Rondes | Tijd/Oorzaak uitval | Grid | Punten |
| --- | -- | ---------------------- | ---------------- | ------ | ------------------- | ---- | ------ |
| 1   | 48 | Edoardo Mortara        | Venturi-Mercedes | 34     | 53:31.680           | 2    | 25     |
| 2   | 5  | Stoffel Vandoorne      | Mercedes         | 34     | +3.756              | 4    | 18     |
| 3   | 27 | Jake Dennis            | Andretti-BMW     | 34     | +6.649              | 3    | 15     |
| 4   | 4  | Robin Frijns           | Envision-Audi    | 34     | +7.021              | 5    | 12     |
| 5   | 28 | Oliver Askew           | Andretti-BMW     | 34     | +7.850              | 11   | 10     |
| 6   | 25 | Jean-Éric Vergne       | Techeetah-DS     | 34     | +9.471              | 8    | 8      |
| 7   | 9  | Mitch Evans            | Jaguar           | 34     | +10.243             | 13   | 6      |
| 8   | 37 | Nick Cassidy           | Envision-Audi    | 34     | +14.208             | 14   | 5      |
| 9   | 23 | Sébastien Buemi        | e.dams-Nissan    | 34     | +16.629             | 19   | 2      |
| 10  | 13 | António Félix da Costa | Techeetah-DS     | 34     | +22.226             | 1    | 4      |
| 11  | 11 | Lucas di Grassi        | Venturi-Mercedes | 34     | +24.546             | 6    |        |
| 12  | 29 | Alexander Sims         | Mahindra         | 34     | +26.513             | 22   |        |
| 13  | 7  | Sérgio Sette Câmara    | Dragon-Penske    | 34     | +27.813             | 10   |        |
| 14  | 10 | Norman Nato            | Jaguar           | 34     | +31.526             | 16   |        |
| 15  | 3  | Oliver Turvey          | NIO              | 34     | +31.565             | 20   |        |
| 16  | 99 | Sacha Fenestraz        | Dragon-Penske    | 34     | +36.270             | 21   |        |
| DNF | 22 | Maximilian Günther     | e.dams-Nissan    | 12     | Schade ongeluk      | 9    |        |
| DNF | 17 | Nyck de Vries          | Mercedes         | 7      | Schade ongeluk      | 12   |        |
| DNF | 94 | Pascal Wehrlein        | Porsche          | 6      | Ongeluk             | 15   |        |
| DNF | 33 | Dan Ticktum            | NIO              | 2      | Schade ongeluk      | 7    |        |
| DNF | 30 | Oliver Rowland         | Mahindra         | 0      | Ongeluk             | 18   |        |
| DNF | 36 | André Lotterer         | Porsche          | 0      | Ongeluk             | 17   |        |

## Eindstanden wereldkampioenschap

### Coureurs
| Positie | No. | Rijder                 | Team             | Punten |
| ------- | --- | ---------------------- | ---------------- | ------ |
| 01      | 5   | Stoffel Vandoorne      | Mercedes         | 213    |
| 02      | 9   | Mitch Evans            | Jaguar           | 180    |
| 03      | 48  | Edoardo Mortara        | Venturi-Mercedes | 169    |
| 04      | 25  | Jean-Éric Vergne       | Techeetah-DS     | 144    |
| 05      | 11  | Lucas di Grassi        | Venturi-Mercedes | 126    |
| 06      | 27  | Jake Dennis            | Andretti-BMW     | 126    |
| 07      | 4   | Robin Frijns           | Envision-Audi    | 126    |
| 08      | 13  | António Félix da Costa | Techeetah-DS     | 122    |
| 09      | 17  | Nyck de Vries          | Mercedes         | 106    |
| 10      | 94  | Pascal Wehrlein        | Porsche          | 71     |

### Constructeurs
| Positie | Team             | Punten |
| ------- | ---------------- | ------ |
| 01      | Mercedes         | 319    |
| 02      | Venturi-Mercedes | 295    |
| 03      | Techeetah-DS     | 266    |
| 04      | Jaguar           | 231    |
| 05      | Envision-Audi    | 194    |
| 06      | Andretti-BMW     | 150    |
| 07      | Porsche          | 134    |
| 08      | Mahindra         | 46     |
| 09      | e.dams-Nissan    | 36     |
| 10      | NIO              | 07     |